# 火场土家族乡
火场土家族乡，是中华人民共和国湖南省怀化市沅陵县下辖的一个乡镇级行政单位。

## 行政区划
火场土家族乡下辖以下地区：
上寨村、下寨村、桃坪界村、赵家峪村、中村、杨公潭村、石家垭村、鹿鸣溪村和汾水溪村。